# Història de Madagascar

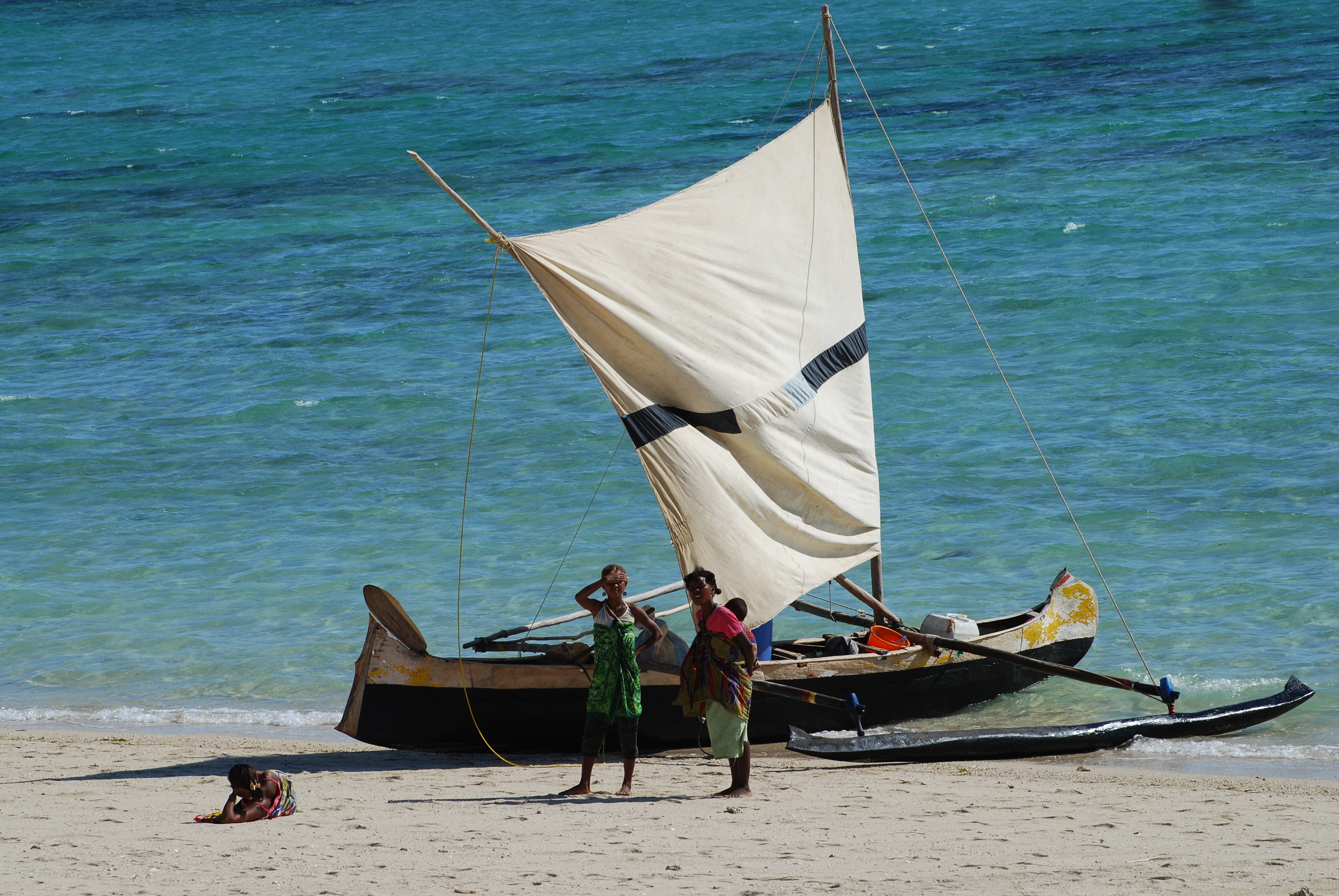
Embarcació tradicional de Madagascar

La història de Madagascar escrita comença al segle x, quan els àrabs van establir llocs de comerç al llarg de la costa nord-oest de l'illa. No obstant això, la prehistòria de Madagascar comença amb els primers assentaments humans, que probablement van arribar des del Sud-est Asiàtic. Això explicaria el conjunt de trets dels malgaixos, que formen una barreja de genotips tant d'austronesis i africans, com més tard àrabs, indis i de colonitzadors europeus. Madagascar es va començar a conèixer entre els europeus després de l'era dels Descobriments. Durant el segle xvii, al repartiment d'Àfrica, l'l'Imperi britànic i l'Imperi colonial francès van competir per establir la seva influència a Madagascar. L'illa es va convertir en una colònia francesa el 1890 i va obtenir la independència de França el 1960, en ple apogeu de la descolonització.

## Primers pobladors
Els arqueòlegs daten l'arribada dels humans a Madagascar entre els segles II i V. Un assentament humà estudiat data probablement del segle iv o poc abans i en qualsevol cas no hi ha proves que hi hagués alguna presència humana de més de dos mil anys. D'altra banda, les troballes arqueològiques troben una continuïtat cultural a partir del segle vii o viii, quan navegants del Sud-est asiàtic (probablement de Borneo o des del sud de les Cèlebes) van arribar amb les seves canoes a Batanga.
Els estudis lingüístics i genètics han demostrat que els malgaixos tenen avantpassats comuns amb pobles Dayak, actuals habitants del sud de Borneo, que parlen les llengües malaiopolinèsies, de la branca Barit. La migració dels avantpassats dels malgaixos des d'Indonèsia va ser la que més va influir quantitativament i culturalment en el futur de l'illa, però hi ha diferents teories sobre si els assentaments anteriors al segle VIII pertanyien a altres corrents de població, provinents d'Àsia o d'Àfrica.
La mitologia malgaixa es refereix a una tribu de pigmeus, gent de pell clara, com els primers habitants de l'illa. Els anomenen els Vazimba. Alguns malgaixos creuen que aquests primers habitants encara viuen en les profunditats dels boscos. En una illa on els seus habitants practiquen el culte als ancestres, els habitants veneren als vazimba com els seus ancestres més llunyans. Els reis d'algunes tribus malgaixes reivindiquen el seu parentiu de sang amb els vazimba. És possible que dos pobles nòmades de Madagascar, els Vezo, pescadors de la costa i els Mikea, caçadors recol·lectors tinguin relació o descendeixin dels immigrants més antics.
Tot i que la distància de Madagascar al punt més a prop d'Àfrica és de 416 km (prop de Lumbo, a Moçambic) i que la distància al punt més a prop d'Indonèsia (a l'illa de Siberut) està a més de 5.500 quilòmetres, és molt probable que fos colonitzat per aquests últims abans que pels africans. Per això els vilatans conserven trets asiàtics, costums típics del sud-est d'Àsia i una llengua del tronc malaiopolinesi. Amb ells també van arribar els seus animals domèstics, entre els quals destaca el zebú, i poc després d'arribar es van extingir diversos animals endèmics de l'illa, com el lèmur gegant, l'au elefant, el porc formiguer de Madagascar, un hipopòtam pigmeu similar al que es troba actualment a l'Àfrica occidental.

## Pobladors bantus i àrabs
Posteriorment hi va haver migracions bantus des del continent que es van fondre amb la població local, sobretot a la part est de l'illa. Al començament de l'edat mitjana van arribar els primers comerciants perses i cap a l'any 1000, els àrabs. Fruit de la seva estada és que a la part nord de l'illa es practiqui actualment l'islam.

## Colonialisme europeu
Durant els dos segles següents, Portugal, Espanya, Gran Bretanya i França van intentar instal·lar-se a la costa, però van ser expulsats per la resistència dels nadius, que a finals del segle xvii s'havien unificat sota el Regne d'Imerina, amb base a l'altiplà central.
No obstant això, la població local també va patir, com molts pobles africans, el comerç d'esclaus. Així, a tall d'exemple, esclaus malgaixos van ser portats per europeus al Virregnat del Perú, i s'assentaren principalment a la costa nord d'aquest país en una zona coneguda com a Piura. Actualment al Perú, els descendents d'aquells esclaus són coneguts com a "mangaches".

## Presència francesa

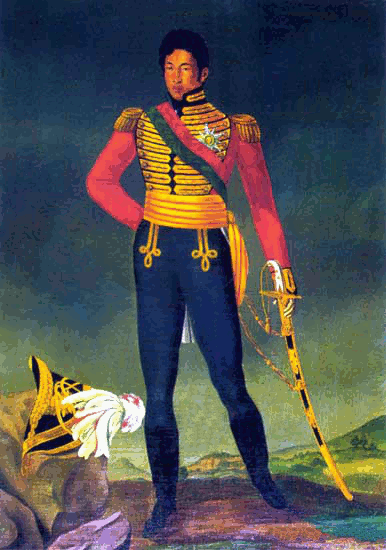
El rei Radama I de Madagascar

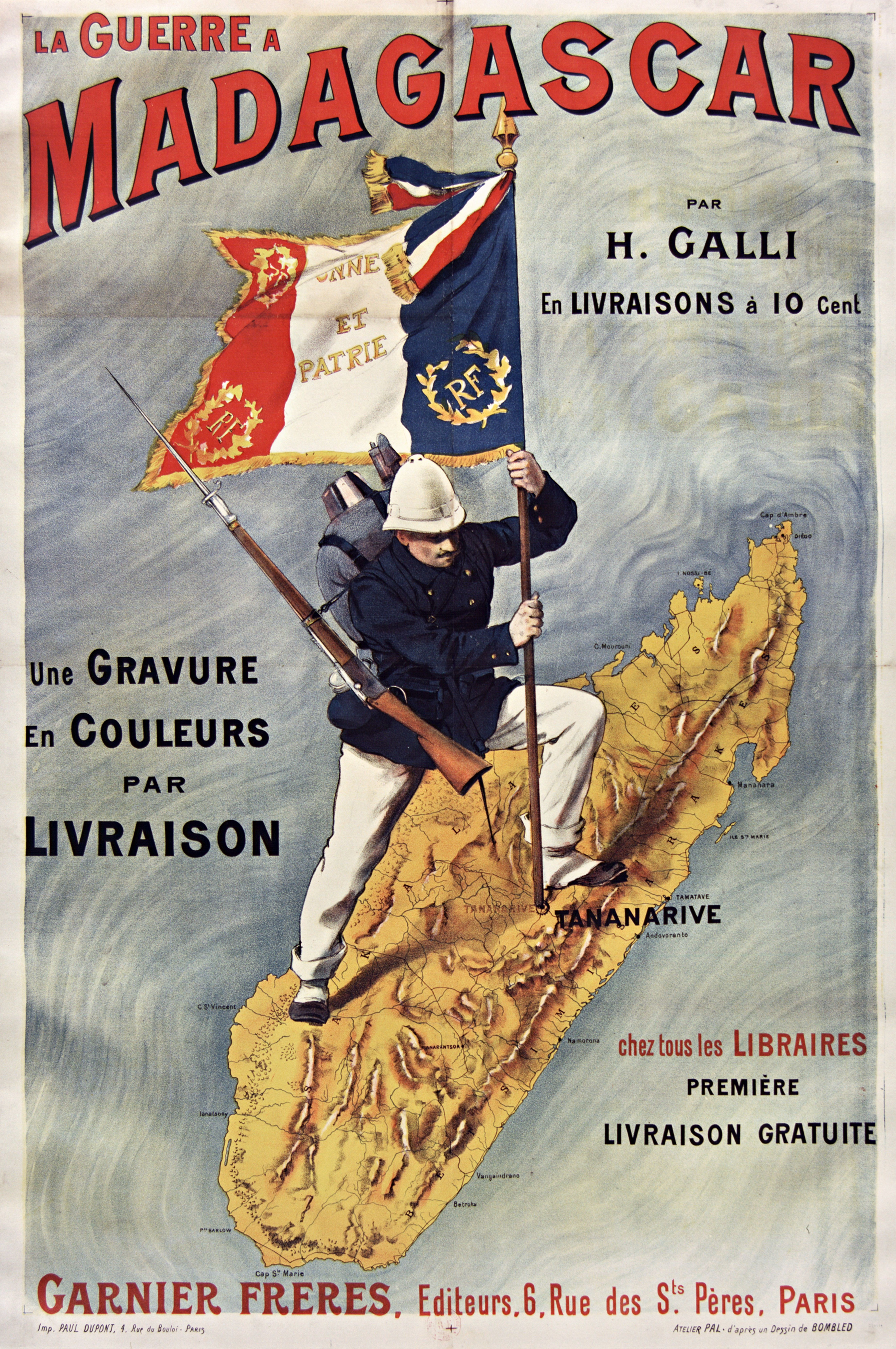
Cartell d'un llibre de Galli sobre la guerra francesa a Madagascar

- Vegeu també: Protectorat de Madagascar i Colònia de Madagascar i dependències

Finalment, els francesos van aconseguir el seu propòsit de construir bases comercials a les costes malgaixes, unes vegades per força i altres diplomàticament, a finals del segle xviii. Durant les guerres napoleòniques, el rei Radama I d'Imerina es va posar del costat dels britànics, que van augmentar la seva influència a l'illa a costa dels francesos i van entrenar als nadius en l'ús d'armes modernes. No obstant això, a la mort de Radama I el 1828 es va perseguir als britànics, inclosos els missioners. Durant el regnat de Radama II (1861 - 1863) es van introduir una sèrie de reformes modernes i Madagascar es va obrir al contacte amb francesos i britànics, i això va causar que els sectors més tradicionalistes matessin al rei i donessin marxa enrere als canvis. França va declarar l'illa protectorat el 1882 després d'arribar a un acord amb Gran Bretanya, que havia estat la primera potència europea a establir una influència i presència duradores a l'illa. La primera expedició de Madagascar entre 1881 i 1882 va portar al Protectorat de Madagascar en 1885, i la segona expedició de Madagascar entre 1894 i 1895 va portar finalment a l'annexió de Madagascar el 1896. Un moviment de resistència de dos anys organitzat en resposta a la presa francesa del palau reial va ser efectivament suprimit a finals de 1897 i el general Joseph Gallieni deposa Ranavalona III que es va veure forçada també a emprendre el camí de l'exili cap a Alger, i s'aboleix el regne Imerina, proclamant la Colònia de Madagascar. La guerra havia durat dotze llargs anys i al seu inici el Regne d'Imerina tenia un exèrcit poderós de 40.000 soldats entrenats per oficials anglesos. La reina es va exiliar un any després, mentre s'hi instituïa un mandat militar francès i Madagascar era proclamada colònia francesa.
Ja el 1916 els francesos van tenir problemes amb les organitzacions secretes nacionalistes, però van aconseguir mantenir el seu ordre. França només va perdre el control de l'illa durant el 1942, quan els britànics la van ocupar per por que el Japó aconseguís de controlar-la. El 1943 va ser lliurada a la França lliure, i el 1946 va deixar de ser colònia i es va convertir en territori d'ultramar francès. Això no va impedir que a l'any següent esclatés una revolta que va forçar França a convocar eleccions a l'illa, que van guanyar els independentistes moderats.

## Independència
El 1960 Madagascar es va independitzar totalment de França i es va instituir una república sota el govern de Philibert Tsiranana, líder del Partit Socialdemòcrata.
El 1975 hi va haver un cop d'estat militar que va posar el govern en mans del capità de fragata Didier Ratsiraka, que va governar amb puny de ferro fins que el 1992 les pressions populars el van obligar a designar un govern de transició a la democràcia. Ratsiraka va ser derrotat a les eleccions presidencials del 1993 per Albert Zafy, però va guanyar-ne les legislatives que es van celebrar simultàniament. La situació de tensió entre els partidaris de Ratsiraka i el govern de Zafy va portar a la destitució d'aquest últim pel Parlament el 1996, i fou substituït per Norbert Ratsirahonana. Aquest era un col·laborador proper de Zafy que va governar sota la seva ombra fins a les eleccions del 1997, en què Ratsiraka va assolir novament el poder.
Didier Ratsiraka conservaria el poder fins a les eleccions presidencials del desembre del 2001, quan després d'uns resultats controvertits, el seu rival, el fins llavors alcalde d'Antananarivo Marc Ravalomanana es va declarar guanyador per majoria absoluta en la primera volta de les eleccions, i acusà de frau al govern, que havia publicat uns resultats que feien necessària una segona volta.
La tensió de la primera meitat de l'any 2002 va arribar a amenaçar amb la possibilitat d'una guerra civil. La societat i el mateix exèrcit malgaixos es van dividir en dos, amb la capital Antananarivo convertida en bastió de Ravalomanana, mentre Ratsiraka dirigia un govern a la ciutat costanera de Toamasina. La comunitat internacional va fer diverses crides al diàleg i a la calma. Ravalomanana va aconseguir consolidar el seu poder, mentre Ratsiraka anava perdent suports. El juny del 2002, alguns estats com Estats Units, Suïssa i Noruega reconeixien ja el govern de Ravalomanana. Altres estats europeus van esperar la decisió final de França que, a principis de juliol, ja es dirigia públicament a Ravalomanana com a «president de Madagascar». El reconeixement internacional va confirmar el poder de Ravalomanana, i Ratsiraka va fugir finalment del país i es va refugiar a França.
Des de la consolidació del poder per part de Marc Ravalomanana, el país ha aconseguit assolir unes cotes molt altes de creixement econòmic, recolzat per ajudes molt quantioses d'institucions internacionals com el Banc Mundial.

### Crisi política del 2009
Algunes protestes massives contra el govern van començar el gener del 2009. La violència va enfrontar al llavors president Marc Ravalomanana contra Andry Rajoelina, alcalde de la capital, Antananarivo. Atès que la baralla pel poder va començar el 26 de gener, més de 170 persones van morir. Rajoelina va mobilitzar els seus partidaris a sortir als carrers d'Antananarivo per exigir la destitució de Ravalomanana per raó del seu suposat estil de govern "autocràtic" i contra la seva política econòmica i de concessió de terres agrícoles a consorcis estrangers.

#### Alta Autoritat de la Transició
El dia 16 de març del 2009 els militars de l'oposició al govern de Marc Ravalomanana van prendre diferents edificis estatals com el Banc Central. L'endemà Ravalomanana va dimitir i va cedir els seus poders a un consell militar, fidel a si mateix, encapçalat pel vicealmirall Hyppolite Ramaroson. Els militars van afirmar llavors que l'acció de Ravalomanana era una "maniobra" i la major part de la cúpula militar va donar suport a Andry Rajoelina com a líder d'un "govern de transició". Rajoelina ja s'havia declarat a si mateix el nou líder un mes abans i des de llavors ha assumit el paper de president de l'"Alta Autoritat de la Transició". Ha designat Monja Roindefo com a primer ministre. El nou president va anunciar que les eleccions se celebraran en dos anys i que la Constitució seria modificada.
La Unió Europea, entre altres entitats internacionals, s'ha negat a reconèixer el nou govern, pel fet que és instal·lat per la força. La Unió Africana va suspendre Madagascar com a membre el 20 de març del 2010. Un portaveu de Ban Ki-moon, secretari general de les Nacions Unides, va anunciar que estava "greument preocupat per l'evolució dels esdeveniments a Madagascar". Tot i que els governs estrangers van evitar legitimar aquest canvi de poder, la Cort Constitucional va reconèixer l'ordre de traspàs de poders del directori militar, segons un document obtingut per agències de notícies internacionals.

### Brot de pesta de 2014
El 21 de novembre de 2014 l'Organització Mundial de la Salut (OMS) fa públic un avís d'epidèmia de pesta davant la mort de 40 persones, una d'elles a la capital, Antananarivo, des que aquesta es va documentar a finals d'agost de 2014.